# Robert Mills Delaney
Robert Mills Delaney (* 24. Juli 1903 in Baltimore; † 21. September 1956 in Santa Barbara) war ein US-amerikanischer Komponist und Musikpädagoge.

## Leben und Werk
Robert Mills Delaney studierte zunächst in den Vereinigten Staaten, dann in Italien und von 1922 bis 1927 in Paris bei Lucien Capet (Violine), Nadia Boulanger (Komposition) und Arthur Honegger (Komposition) in Paris.
Robert Mills Delaney war als Lehrer an verschiedenen weiterführenden Musikschulen tätig unter anderem der School of Music in Concord (Massachusetts) und an der Northwestern University in Evanston (Illinois).
Robert Mills Delaney wurde mehrfach mit Kompositionspreisen geehrt. Er wurde 1929 mit dem Guggenheim Fellowship ausgezeichnet. 1933 gewann er für seine Choralsymphonie John Brown's Song (basierend auf dem Gedicht John Brown’s Body von Stephen Vincent Benét) den Pulitzer Travelling Fellowship.

## Werke von Robert Mills Delaney (Auswahl)
- Symphonie Don Quixote (1927)
- Symphony No. 1 (1942)
- Symphonic Piece No. 1 (1935)
- Symphonic Piece No. 2 (1937)
- Ouvertüre Work 22 (1939)
- Orchestersuite Going to town (1941)
- Adagio für Violine und Streicher (1935)
- Choralsymphonie John Brown's Song (1931)
- Chorwerk Blake Cycle
- Chorwerk Night
- Chorwerk Choralia No 1
- Chorwerk Choralia No 2
- Chorwerk My Soul there is a Country
- Chorwerk Western Star

Darüber hinaus schrieb Robert Mills Delaney einige Streichquartette und eine Violinsonate.